# Najwa Latif
Imratul Najwa Binti Abdul Latif (Mersing, Johor; 23 de mayo de 1995), más conocida como Najwa Latif, es una cantante malaya. Se hizo famosa después de su primera canción titulada "Cinta Muka Buku '(Facebook amor), en la que llamó la atención del público, convirtiéndose en uno de los temas musicales más exitosos del momento.

## Carrera
Najwa aprendió a tocar la guitarra cuando tenía unos 14 años de edad. Su single titulado "Cinta Muka Buku", es uno de los más escuchados, tuvo una serie de vistas de descargas por YouTube, en la que consiguió una calificación de  9,000 puntos. Esta canción, fue escrita y compuesta por la misma Najwa.
Hasta marzo de 2013, Najwa fue capaz de mantener una posición coherente en el mercado musical de Malasia, cuando todos los sencillos fueron lanzados desde su primer álbum debut. De acuerdo con Najwa, su primer sencillo tiene un significado para ella, ya que marcó sus primeros inicios en la industria musical de Malasia, así como para finalmente cumplir su sueño y ambición de convertirse en una cantante profesional. Siendo también un regalo para sus seguidores.

## Vida personal
Najwa Latif es la tercera de cuatro hermanos y nació en Batu Pahat, Johor. Toda su familia era dedicada a la música. En cuanto Najwa, toca la guitarra y compone sus propias canciones. 
Najwa inició sus estudios académicos, alcanzando el 7A y 1B en Penilaian Menengah Rendah (PMR), cuando tenía unos 15 años de edad. Recibió una educación secundaria en el Sekolah Menengah Kebangsaan (P) Temenggong Ibrahim, Batu Pahat, Johor y en Sijil Pelajaran Malasia (SPM), en la que logró el 4A, actualmente estudia en la Universidad Internacional de UNITAR.

## Discografía

### Álbumes
| Año  | Álbum       | Tipo     | Etiqueta    |
| ---- | ----------- | -------- | ----------- |
| 2012 | Najwa Latif | Solo/Duo | NAR Records |

### Singles
| Year | Song Title                           |
| ---- | ------------------------------------ |
| 2011 | "Cinta Muka Buku"                    |
| 2012 | "Carta Hati"                         |
| 2012 | "Kosong"                             |
| 2012 | "Untuk Dia (feat. SleeQ)"            |
| 2012 | "AdaMu"                              |
| 2013 | "Sahabat (feat. Syamkamarul & SleeQ) |
| 2013 | "I Love You"                         |
| 2014 | "Hilang"                             |

## Premios y nominaciones
| Año  | Premio                                    | Categoría                                             | Resultado |
| ---- | ----------------------------------------- | ----------------------------------------------------- | --------- |
| 2012 | 26th Anugerah Juara Lagu                  | Finalist (Cinta Muka Buku)                            | Nominado  |
| 2012 | 25th Bintang Popular Berita Harian Awards | Most Popular Female Singer                            | Nominado  |
| 2012 | 25th Bintang Popular Berita Harian Awards | Most Popular Female New Artist                        | Nominado  |
| 2012 | 25th Bintang Popular Berita Harian Awards | Most Popular Female Online                            | Nominado  |
| 2012 | Anugerah Planet Muzik                     | Best Vocal Performance In A Song (New Female Artiste) | Nominado  |
| 2012 | Anugerah Planet Muzik                     | New Media Icons                                       | Nominado  |
| 2013 | 26th Bintang Popular Berita Harian Awards | Popular Duo / Group Artists "(with Sleeq)"            | Nominado  |
| 2013 | 26th Bintang Popular Berita Harian Awards | Most Popular Female Singer                            | Nominado  |
| 2013 | 26th Bintang Popular Berita Harian Awards | Stailo Female Artist                                  | Nominado  |
| 2013 | 26th Bintang Popular Berita Harian Awards | Influential Artist in Social Media                    | Nominado  |
| 2013 | 26th Bintang Popular Berita Harian Awards | Most Popular Asian Artist                             | Nominado  |
| 2013 | 26th Bintang Popular Berita Harian Awards | Best on Screen Chemistry "with SleeQ"                 | Nominado  |
| 2013 | Anugerah Planet Muzik                     | Best Collaboration (with SleeQ & Syamkamarul)         | Ganador   |
| 2013 | Anugerah Planet Muzik                     | Most Popular Singapore Song                           | Ganador   |
| 2013 | Anugerah Planet Muzik                     | Icon Social Media                                     | Nominado  |
| 2014 | 28th Anugerah Juara Lagu                  | Finalist (Sahabat)                                    | Nominado  |
| 2014 | 27th Bintang Popular Berita Harian Awards | Most Popular Female Singer                            | Pendiente |